# Daliah Lavi

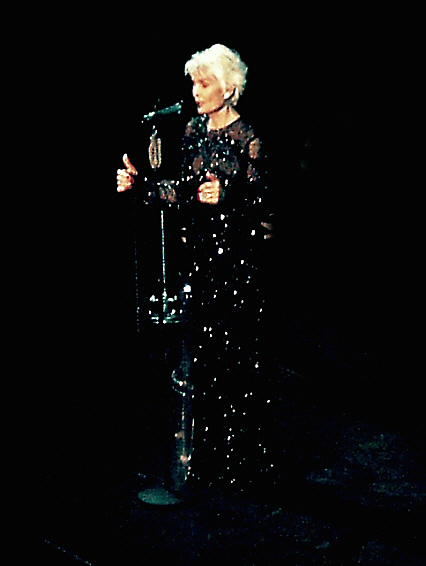
Daliah Lavi (2009)

Daliah Lavi (hebräisch דליה לביא [ˌdalja laˈvi]; geboren am 12. Oktober 1942 in Haifa, Völkerbundsmandat für Palästina, als Daliah Lewinbuk, der Familienname wurde später in Lavi (hebräisch: „Löwe“) geändert; bürgerlich nach Heirat Daliah Lavi Gans; gestorben am 3. Mai 2017 in Asheville, North Carolina) war eine israelische Filmschauspielerin und Sängerin.

## Leben

### Jugend
Daliah Lavi wurde 1942 in Haifa im britischen Mandatsgebiet Palästina (heute Israel) geboren und wuchs in Shavei Zion nördlich von Akko auf.  Sie war die Tochter von Ruth Klammer, die in den 1930er Jahren aus Breslau nach Palästina ausgewandert war, und deren aus Russland stammendem Ehemann Reuben Lewinbuk.
Der US-amerikanische Schauspieler Kirk Douglas hielt sich Anfang der 1950er Jahre zu Dreharbeiten für Der Gehetzte in Shavei Zion auf und vermittelte Lavi ein Stipendium für eine Tanzausbildung an der Königlichen Oper in Stockholm. Lavi sagte: „Meine Großmutter mütterlicherseits, eine konvertierte Jüdin, und mein Großvater waren aus Deutschland nach Israel geflohen, um nicht dem Nazi-Regime zum Opfer zu fallen […] Meine Großmutter, die eigentlich immer eine Entertainerin werden wollte, sich diesen Traum jedoch nie erfüllte, hat mich und meinen größten Traum stets unterstützt: Ich wollte unbedingt Ballett-Tänzerin werden.“ Wegen gesundheitlicher Probleme brach sie die Ausbildung ab und kehrte nach vier Jahren in Schweden und dem Tod ihres Vaters nach Israel zurück.

### Filmkarriere

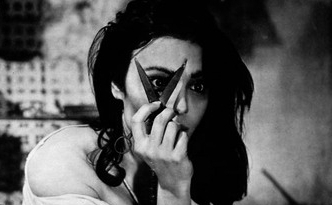
Daliah Lavi in Il Demonio (Der Teufel), 1963

Nach kleinen Filmrollen in Schweden (Hemsöborna, 1955, u. a.) kehrte Lavi nach Israel zurück und begann eine Karriere als Mannequin, was ihr 1960 zu ihrer ersten Hauptrolle in einem Film verhalf (Brennender Sand). Ein Jahr später spielte sie in der deutschen Kinoproduktion Im Stahlnetz des Dr. Mabuse an der Seite von Gert Fröbe und Lex Barker.
Ihre Ehe mit dem französischen Kaufhausbesitzer Jacques Gérard führte sie im Alter von 18 Jahren nach Paris, wo sie fünf Jahre lebte und in mehreren französischen Kinofilmen mitwirkte, so unter der Regie von Abel Gance in Cyrano und d’Artagnan (1964). Ihr Sprachtalent (neben ihrer Muttersprache Hebräisch sprach Lavi Deutsch, etwas Jiddisch und Russisch sowie Englisch, Schwedisch, Französisch und Italienisch) und ihr modernes Aussehen ermöglichten ihr, als Schauspielerin über zehn Jahre hinweg in internationalen Filmproduktionen in Europa und Hollywood mitzuwirken.
Obwohl sie für die Rolle der Veronica in dem US-Melodram Zwei Wochen in einer anderen Stadt 1962 eine Nominierung für den Golden Globe als „Beste Nachwuchsdarstellerin“ erhielt, mit Christopher Lee in La Frusta e il Corpo (1963), Lex Barker in Old Shatterhand (1964) und Dean Martin in The Silencers (1966) sowie als „Bond-Girl“ in Casino Royale (1967) auftrat, gelang Lavi nicht der Durchbruch zum Leinwandstar. Ihr letzter Kinofilm war 1971 der britische Western Catlow – Leben ums Verrecken mit Yul Brynner. 
Lavi selbst sagte in einem Interview in den 1970er Jahren über ihre Filmkarriere, sie habe nur einen einzigen guten Film gedreht, die italienisch-französische Co-Produktion Il Demonio (dt. Der Teufel, in Deutschland unveröffentlicht) von 1963. Unter der Regie von Brunello Rondi, der schon als Drehbuchautor für Federico Fellini gearbeitet hatte, verkörperte Lavi in der Hauptrolle eine besessene junge Frau, die von den Bewohnern eines Dorfes in der Basilikata gejagt wird. 
Ab Mitte der 1960er Jahre lebte Lavi in London, wo sie erneut heiratete.

### Musikkarriere 1968 bis 1973
Anlässlich des 20. israelischen Unabhängigkeitstages 1968 nahm das London Festival Orchestra unter Leitung von Stanley Black die LP Israel 20 auf, auf der Lavi, begleitet vom Emmanuel Fisher Choir, das populäre hebräische Lied Jeruschalajim schel sahav sang, vermutlich ihre erste Schallplattenaufnahme.
1969 war Lavi zu Gast in einer BBC-Fernsehshow des israelischen Musicalstars Chaim Topol (Anatevka) und sang dort einige hebräische Lieder. Daraufhin bekam sie ihren ersten Schallplattenvertrag bei der englischen Plattenfirma Festival Records. Doch erst als der Hamburger Produzent Jimmy Bowien sie bei Polydor unter Vertrag nahm, begann ihr Erfolg als Sängerin. Bereits ihre erste Single, Liebeslied jener Sommernacht (1970) wurde in Deutschland ein Hit. Mit der französischen Version, Prends l’amour, belegte sie im selben Jahr beim International Song Festival in Tokio den 13. Platz für Belgien; das Lied wurde auch in einer englischen Fassung (Love Song) als Single veröffentlicht. Lavi sang fortan auf Deutsch, Französisch, Englisch, Hebräisch, Italienisch und Spanisch. Ihre Markenzeichen waren ihre markante rauchige, ein wenig heisere Stimme und ihr als exotisch wahrgenommener Look, der dem Zeitgeschmack entsprach.

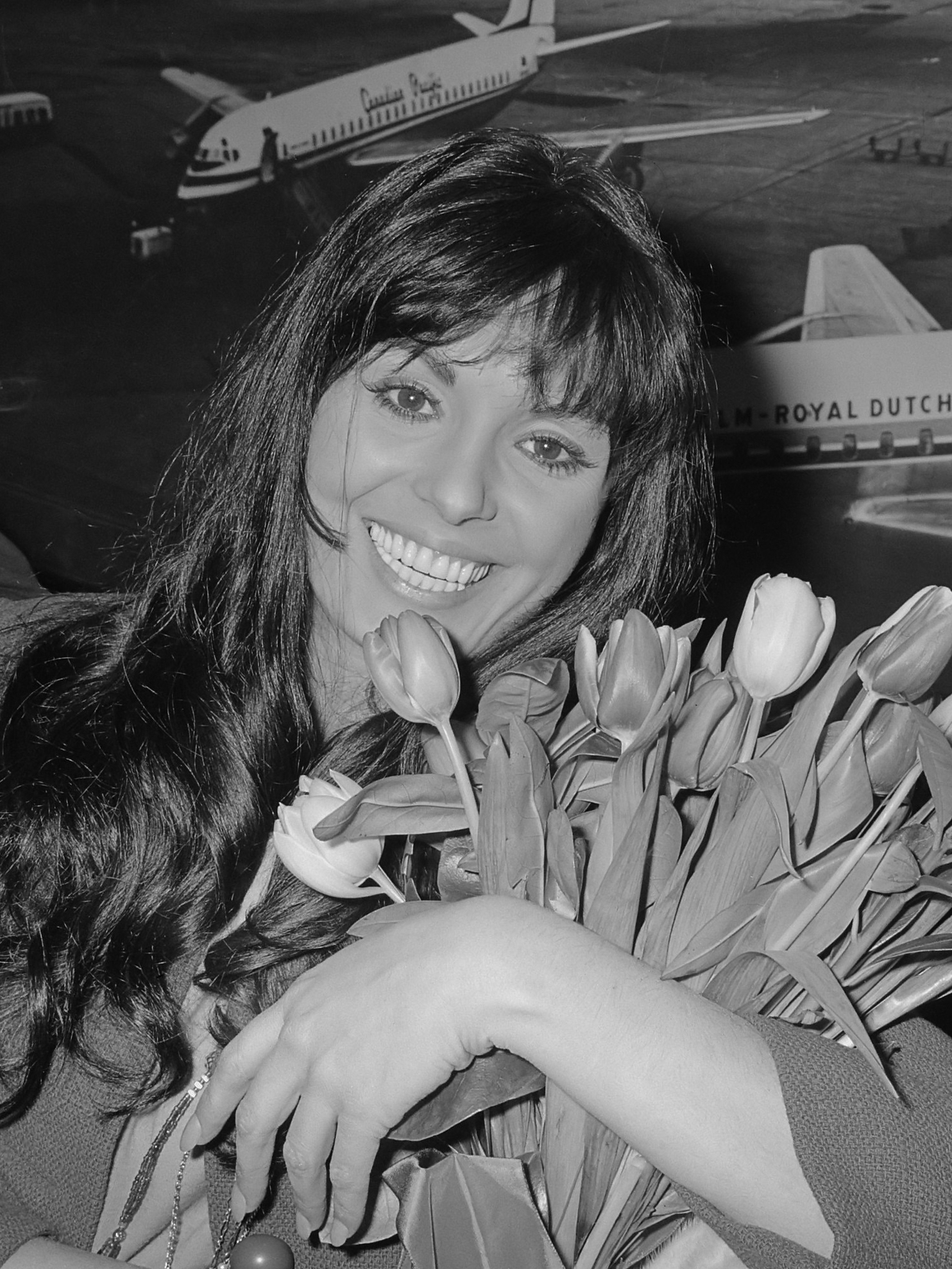
Daliah Lavi (1966)

Besonders das Publikum im deutschsprachigen Raum überzeugte Lavi mit Interpretationen anspruchsvoller Popsongs, die sich vom „Schlagereinerlei“ absetzten. Bei einem Großteil ihrer Erfolge handelte es sich um Coverversionen englischer Songs, die durch neue Arrangements sowie auch textlich, meist mit Texten von Autoren wie Miriam Frances und Michael Kunze, hervorstachen. Die von Lavi gesungenen Fassungen waren kommerziell oft erfolgreicher als die Originalversionen ihrer Lieder.
Oh, wann kommst du stieg 1970/1971 bis Platz vier der deutschen Singlecharts auf und wurde Lavis größter Erfolg. Weitere Single-Hits 1971 waren Jerusalem, im Original ein Instrumentalstück von Herb Alpert, und Wer hat mein Lied so zerstört, Ma?, im Original What Have They Done to My Song, Ma? von Melanie. Ende des Jahres hatte sie mit Willst du mit mir geh’n ihren zweiten und letzten Top-10-Erfolg in Deutschland (Platz 9). Im Gegensatz zu anderen Schlagerstars konnte Lavi sich hoch in den Albumcharts platzieren: Die LPs Liebeslied jener Sommernacht (1970, Platz 19), Daliah Lavi (Platz 2) und Willst du mit mir geh’n (1971, Platz 7) gehören zu ihren erfolgreichsten Schallplatten. 
In den folgenden Jahren war sie mit den Liedern Ich glaub’ an die Liebe (I believe in Music), Meine Art, Liebe zu zeigen (1972), Wär’ ich ein Buch (If You Could Read My Mind von Gordon Lightfoot) und Es geht auch so in den deutschen Charts. Neben neuen Studio-LPs erschienen nun außerdem zahlreiche Kompilationen. Kommerziell weniger erfolgreich waren ihre englischsprachigen LPs, die bis 1973 erschienen. Auch ihre Karriere in den romanischen Ländern schlief in dieser Zeit ein.
Dass Lavi in dem Land auftrat, das für die Ermordung vieler ihrer Verwandter, darunter ihre Großeltern väterlicherseits, verantwortlich war, wurde in der deutschen Öffentlichkeit nicht thematisiert, auch nicht von Lavi selbst. In der ARD-Sendung Was bin ich? wurde sie am 21. Dezember 1971 vom Moderator, Robert Lembke, zweimal andeutungsweise gefragt, ob sie mit ihren Auftritten in Deutschland Probleme gehabt habe; in ihrer Antwort ließ die Sängerin durchscheinen, dass ihre Erfahrungen durchweg positiv seien.
Später erzählte sie: „Für mich waren die Konzerte in Deutschland fantastisch. Ich konnte dadurch in Kontakt kommen zu den jungen Leuten. Und diese jungen Leute trugen keine Schuld am Holocaust.“ Sie habe nie Antisemitismus in Deutschland erlebt, weil sie dies auch nicht zugelassen hätte; sie habe niemandem das Gefühl gegeben, dass man sie angreifen könne. Lavi lebte während ihrer Gesangskarriere weiterhin in London, ehe sie Ende der 1970er Jahre in die USA ging.

### Musikkarriere 1974 bis 1978
1974 erschien Lavis LP I’m Israeli – I’m A Sabra ausschließlich mit hebräischen Liedern, darunter Jerusalem. Im folgenden Jahr veröffentlichte sie zwei LPs, Für große und kleine Kinder mit Kinderliedern wie Alle meine Entchen und Der Mond ist aufgegangen und Café Decadence mit Klassikern der 1920er und 1930er Jahre wie Warum soll eine Frau kein Verhältnis haben? und Ich weiß nicht, zu wem ich gehöre.
Mitte der 1970er Jahre ließ Lavis Erfolg nach. Allein Nichts haut mich um – aber du (I Get a Kick Out of You) war 1975 in den Charts notiert (Platz 38). 1976 erschien unter dem programmatischen Titel Neuer Wind wieder eine Langspielplatte mit Schlagern und Chansons. Daraus wurden die Singles Das bleibt immer ein Geheimnis und Worte wie Pfeile ausgekoppelt. 1977 gelang Lavi nochmals ein Hit in den deutschen Singlecharts (Weißt du, was du für mich bist?, Platz 12; im Original Sing Me an Old Fashioned Song von Billie Jo Spears). Ein Jahr später hatte sie mit Du bist mein Problem einen Erfolg in deutschen Radioprogrammen (Airplay-Charts Platz 5). Auf der dazugehörigen LP, Bei dir bin ich immer noch zuhaus, „jonglierte“ sie mit unterschiedlichen Genres und mischte zwischen Schlager und Chansons auch Country- und Disco-Titel.

### Musikkarriere 1981–1994
Nach mehrjähriger Pause nahm Lavi 1981 mit der Single Flüster … ihre Gesangstätigkeit wieder auf. Das nachlassende Interesse am Schlager im Allgemeinen und dessen ans Chanson angelehnter Spielart im Besonderen hatten Lavis kommerziellen Erfolg deutlich zurückgehen lassen. Auch die Coverversion des Hits Words von F. R. David (Mut) erzielte nicht den erhofften Umsatz, und Lavi verließ die Plattenfirma Polydor. Erst mit neuem Look und einem Vertrag bei EMI gelang ihr eine Wende. Die LP … wenn schon, dann intensiv (1983) war Lavis erste seit fünf Jahren, die ausgekoppelten Singles Jahresringe und Ich muß nur sterben (und sonst gibt es kein Muss) präsentierten sie in einem zeitgemäßen Stil. Mit Ich wollt’ nur mal mit dir reden (I Just Called to Say I Love You von Stevie Wonder) gelangte sie 1985 nach acht Jahren erstmals wieder in die deutschen Charts (Platz 59). Die dazugehörige LP Herzblut war ihr letztes Studioalbum, das ausschließlich neue Aufnahmen enthielt.
1985 nahm Lavi für Ralph Siegels Plattenfirma Jupiter Records die Single Wir sind gebrannte Kinder auf. Im Jahr darauf wechselte sie zur Hansa Musik Produktion, wo sie In deinen Armen (1986) und Love (1987) aufnahm, ebenfalls ohne größeren Erfolg. 1990 veröffentlichte sie bei dem kleinen Label MCS das Album Lieder des Lebens mit Neuaufnahmen ihrer großen Erfolge und einigen neuen Titeln. Im folgenden Jahr spielte sie an der Seite von Inge Meysel eine kleine Rolle in dem Fernsehkrimi Mrs. Harris und der Heiratsschwindler. Nach einem letzten Hit im Duett mit Karel Gott (1994, Ich bin da um dich zu lieben, im Original When You Tell Me That You Love Me von Diana Ross) ließ Lavi ihre Gesangskarriere vorläufig ruhen. 1997 trat sie noch bei einer Welthungerhilfe-Gala auf, 1999 in der ARD-Talkshow Boulevard Bio und im Jahr 2000 beim SWR-Ball in Stuttgart.

### Comeback und Abschied 2008/2009
Erst im Oktober 2008 wurde nach einer Produktionszeit von mehr als zwei Jahren eine neue CD, C’est la vie – So ist das Leben, veröffentlicht. Mit diesem von Dieter Falk produzierten Album wollte sich Lavi, wie sie in zahlreichen Interviews sagte, von ihrem Publikum verabschieden. Das Album enthält neben fünf neuen Liedern hauptsächlich Neuaufnahmen ihrer Hits, aber auch „persönliche Favoriten“ wie Israel oder Mutter Erde weint. Im Oktober 2008 trat Lavi in der Fernsehshow Willkommen bei Carmen Nebel auf und präsentierte neben einigen ihrer bekannten Stücke das Titellied der neuen CD sowie ein 1994 veröffentlichtes Duett mit Karel Gott.
Seit 1980 war 2008 erstmals wieder eine Produktion Lavis in den deutschen Albencharts notiert: Im November erreichte C’est la vie Platz 22. Im Vorfeld bewarb Lavi das Album in Deutschland, u. a. im Oktober 2008 in der TV-Talkshow Beckmann. Bis März 2009 hielt sich C’est la vie 16 Wochen in den Top-100-Charts der meistverkauften Alben in Deutschland und gehört damit zu Lavis erfolgreichsten Veröffentlichungen. Auch in Österreich hielt sich die CD mehrere Wochen in den Verkaufscharts und stieg bis Platz 56. In den deutschen Airplaycharts/Deutscher Schlager landete das Lied C’est ca la vie auf Platz 1.
Ende Februar 2009 begann Lavi eine Abschiedstournee, die sie durch zwölf deutsche Städte führte. Im Herbst 2009 wurde ein Live-Mitschnitt ihres Konzerts in der Alten Oper in Frankfurt am Main als DVD veröffentlicht. Im November 2009 erhielt Lavi in der ARD-Sendung Das Adventsfest der 100.000 Lichter für C’est la vie eine Goldene Schallplatte für über 100.000 verkaufte Exemplare in Deutschland. Im November 2011 trat sie nochmals in Willkommen bei Carmen Nebel im ZDF auf.

## Privates
Daliah Lavi war in vierter Ehe mit dem US-amerikanischen Industriellen Charles E. Gans verheiratet und lebte ab 1992 mit ihm in Asheville in North Carolina. Lavi brachte zwei Söhne mit in die Ehe, ihr Mann einen Sohn und eine Tochter. Rouven, ihr Sohn aus zweiter Ehe mit dem Schauspieler John Sullivan, strebte Mitte der 1980er Jahre ebenfalls eine Gesangskarriere an. Seine Single Together (Flying on the Wings of Tenderness) wurde 1986 von Jack White produziert und erreichte Platz 53 in den deutschen Charts.
Daliah Lavi starb 2017 in Asheville im Alter von 74 Jahren. Sie wurde in Schawe Zion in Israel bestattet.

## Diskografie

### Alben
| Jahr | Titel                                             | Höchstplatzierung, Gesamtwochen/‑monate, AuszeichnungChartplatzierungen (Jahr, Titel, Platzierungen, Wochen/Monate, Auszeichnungen, Anmerkungen) | Höchstplatzierung, Gesamtwochen/‑monate, AuszeichnungChartplatzierungen (Jahr, Titel, Platzierungen, Wochen/Monate, Auszeichnungen, Anmerkungen) | Höchstplatzierung, Gesamtwochen/‑monate, AuszeichnungChartplatzierungen (Jahr, Titel, Platzierungen, Wochen/Monate, Auszeichnungen, Anmerkungen) | Anmerkungen                |
| Jahr | Titel                                             | DE | AT | CH | Anmerkungen                |
| ---- | ------------------------------------------------- | --- | --- | --- | -------------------------- |
| 1970 | Liebeslied jener Sommernacht                      | DE18 (6 Mt.)DE | — | — |                            |
| 1970 | Daliah Lavi                                       | DE12 (7 Mt.)DE | — | — |                            |
| 1971 | Willst du mit mir geh’n                           | DE7 (9 Mt.)DE | — | — |                            |
| 1972 | Ich bin dein Freund                               | DE12 (5 Mt.)DE | — | — |                            |
| 1973 | Meine Art, Liebe zu zeigen                        | DE23 (7 Mt.)DE | AT10 (1 Mt.)AT | — | Erstveröffentlichung: 1972 |
| 1980 | Willst du mit mir geh’n – Ihre 20 größten Erfolge | DE13 (2 Mt.)DE | — | — |                            |
| 2008 | C’est la vie – So ist das Leben                   | DE22 Gold · (16 Wo.)DE | AT56 (5 Wo.)AT | — |                            |

grau schraffiert: keine Chartdaten aus diesem Jahr verfügbar
Weitere Alben
- 1971: Would You Follow Me
- 1971: In Liebe
- 1971: Sympathy
- 1972: Ich glaub’ an die Liebe
- 1972: Jerusalem
- 1972: Ich geh’ den Weg
- 1973: Let the Love Grow
- 1974: I’m Israeli – I’m a Sabra
- 1975: Café Decadence
- 1975: Für große und kleine Kinder
- 1976: Neuer Wind
- 1977: Weißt du, was du für mich bist
- 1978: Bei dir bin ich immer noch zuhaus
- 1983: … wenn schon, dann intensiv
- 1985: Herzblut
- 1990: Lieder des Lebens
- 2009: Live mit Band – C’est la vie

### Kompilationen
- 1971: Starportrait (Box mit 2 LPs)
- 1971: Daliah Lavi (Box mit 2 LPs)
- 1973: Meine Lieblingslieder
- 1974: Daliah Lavi
- 1976: Liebeslied jener Sommernacht
- 1980: Star Gala
- 1982: Von dir krieg’ ich nie genug – Songs von heute und gestern
- 1984: Portrait
- 1986: Ich wollt’ nur mal mit dir reden
- 1994: Ausgewählte Goldstücke
- 1997: Meine Art, Liebe zu zeigen (2 CDs)
- 2003: Willst du mit mir geh’n
- 2009: Schalt dein Radio ein

### Singles
| Jahr | Titel Album                          | Höchstplatzierung, Gesamtwochen/‑monate, AuszeichnungChartplatzierungen (Jahr, Titel, Album, Platzierungen, Wochen/Monate, Auszeichnungen, Anmerkungen) | Höchstplatzierung, Gesamtwochen/‑monate, AuszeichnungChartplatzierungen (Jahr, Titel, Album, Platzierungen, Wochen/Monate, Auszeichnungen, Anmerkungen) | Höchstplatzierung, Gesamtwochen/‑monate, AuszeichnungChartplatzierungen (Jahr, Titel, Album, Platzierungen, Wochen/Monate, Auszeichnungen, Anmerkungen) | Anmerkungen |
| Jahr | Titel Album                          | DE | AT | CH | Anmerkungen |
| ---- | ------------------------------------ | --- | --- | --- | ----------- |
| 1970 | Liebeslied jener Sommernacht –       | DE19 (2 Mt.)DE | — | — |             |
| 1970 | Oh, wann kommst du? –                | DE4 (23 Wo.)DE | AT5 (4 Mt.)AT | CH2 (11 Wo.)CH |             |
| 1971 | Wer hat mein Lied so zerstört, Ma? – | DE11 (15 Wo.)DE | AT8 (1 Mt.)AT | — |             |
| 1971 | Jerusalem –                          | DE26 (18 Wo.)DE | — | — |             |
| 1971 | Willst du mit mir geh’n –            | DE9 (23 Wo.)DE | — | — |             |
| 1972 | Ich glaub’ an die Liebe –            | DE25 (10 Wo.)DE | — | — |             |
| 1972 | Meine Art, Liebe zu zeigen –         | DE25 (8 Wo.)DE | AT15 (3 Mt.)AT | — |             |
| 1973 | Wär ich ein Buch –                   | DE32 (2 Wo.)DE | — | — |             |
| 1973 | Es geht auch so –                    | DE36 (4 Wo.)DE | — | — |             |
| 1975 | Nichts haut mich um – aber du –      | DE38 (4 Wo.)DE | — | — |             |
| 1977 | Weißt du, was du für mich bist? –    | DE12 (22 Wo.)DE | AT18 (4 Mt.)AT | — |             |
| 1984 | Ich wollt’ nur mal mit dir reden –   | DE59 (7 Wo.)DE | — | — |             |

grau schraffiert: keine Chartdaten aus diesem Jahr verfügbar
Weitere Singles
- 1969: Love’s Song (Canción de amor – Adelina) / Best to Forget (Mejor olvidar)
- 1970: Won’t You Join Me? / Black Paper Roses
- 1970: Prends l’amour / Toi et moi on se ressemble
- 1971: Schwabadaba Ding Ding
- 1972: I’m Leaving
- 1972: Die großen Vier von Daliah Lavi (2 Singles)
- 1972: Die großen Vier von Daliah Lavi – Folge 2 (2 Singles)
- 1972: Here’s to You
- 1972: Lieben sie Partys?
- 1973: Let the Love Grow (In Your Heart)
- 1973: Fool
- 1973: Lass die Liebe auferstehn
- 1976: Das bleibt immer ein Geheimnis
- 1976: Worte wie Pfeile
- 1977: Wie die Schwalben (Snowbird)
- 1978: Du bist mein Problem
- 1981: Flüster…
- 1982: Von dir krieg’ ich nie genug (Promises)
- 1982: Mut
- 1983: Jahresringe
- 1983: Ich muss nur sterben (und sonst gibt es kein Muss)
- 1983: Daliah Lavi (EP)
- 1984: Die erste Nacht der Ewigkeit
- 1985: Nur wenn ich lache, tut’s noch weh
- 1985: Wir sind gebrannte Kinder
- 1986: In deinen Armen
- 1987: Love / Danke (Ola Kala)
- 1990: Gospodin
- 1990: Immer wenn es dunkel wird
- 1994: Ich bin da, um dich zu lieben (mit Karel Gott)

## Auszeichnungen für Musikverkäufe
Anmerkung: Auszeichnungen in Ländern aus den Charttabellen bzw. Chartboxen sind in ebendiesen zu finden.
| Land/RegionAuszeichnungen für Musikverkäufe (Land/Region, Auszeichnungen, Verkäufe, Quellen) | Gold  | Platin | Verkäufe | Quellen           |
| -------------------------------------------------------------------------------------------- | ----- | ------ | -------- | ----------------- |
| Deutschland (BVMI)                                                                           | Gold1 | —      | 100.000  | musikindustrie.de |
| Insgesamt                                                                                    | Gold1 | —      |          |                   |

## Auszeichnungen (Auswahl)
- 1970: Bronzener Löwe von Radio Luxemburg, für Oh, wann kommst du?
- 1971: Silberner Löwe von Radio Luxemburg, für Willst du mit mir geh’n?
- 1971: Bravo Otto (Silber)
- 1972: Bravo Otto (Gold), Frühjahr
- 1972: Bravo Otto (Bronze), Winter
- 1973: Bravo Otto (Bronze)
- 2018: Die Eins der Besten (Lebenswerk)

## Filmografie (Auswahl)
- 1955: Hemsöborna – Regie: Arne Mattsson
- 1960: Brennender Sand
- 1960: Bevor der Mensch zum Teufel geht (La Fête espagnole) – Regie: Jean-Jacques Vierne
- 1960: Candide oder: der Optimismus im 20. Jahrhundert (Candide ou l’optimisme au XXème siècle) – Regie: Norbert Carbonnaux
- 1960: Eines Abends am Strand (Un soir sur la plage) – Regie: Michel Boisrond
- 1961: Im Stahlnetz des Dr. Mabuse
- 1961: Mitternachtsparty (Le Jeu de la vérité) – Regie: Robert Hossein
- 1961: Die drei Wahrheiten (Les Puits aux trois vérités) – Regie: François Villiers
- 1962: Zwei Wochen in einer anderen Stadt (Two Weeks in Another Town)
- 1962: Das schwarz-weiß-rote Himmelbett
- 1963: Der Dämon und die Jungfrau (La frusta e il corpo)
- 1963: Der Teufel (Il demonio) – Regie: Brunello Rondi
- 1963: Das große Liebesspiel
- 1963: Old Shatterhand
- 1964: Cyrano und d’Artagnan (Cyrano et d'Artagnan)
- 1964: DM-Killer
- 1965: Lord Jim
- 1965: La Celestina p.. r.. – Regie: Carlo Lizzani
- 1965: Schüsse im 3/4 Takt
- 1965: Geheimnis im blauen Schloß (Ten Little Indians)
- 1965: Leise flüstern die Pistolen (The Silencers)
- 1967: Tolldreiste Kerle in rasselnden Raketen (Jules Verne’s Rocket to the Moon)
- 1966: Der Spion mit der kalten Nase (The Spy with a Cold Nose) – Regie: Daniel Petrie
- 1967: Casino Royale
- 1968: Der Haftbefehl (Nobody Runs Forever) – Regie: Ralph Thomas
- 1969: Some Girls Do – Regie: Ralph Thomas
- 1970: Der Mann, der den Eiffelturm verkaufte
- 1971: Catlow – Leben ums Verrecken (Catlow)
- 1991: Mrs. Harris und der Heiratsschwindler (Fernsehfilm) – Regie: Franz Josef Gottlieb
- 1997: Duell zu dritt (Fernsehserie, 15 Folgen) – Regie: Peter Sämann